# Lesley Sharp
Lesley Sharp (nacida Karen Makinson; Mánchester, 3 de abril de 1960) es una actriz británica conocida por papeles de éxito en producciones de televisión británica, siendo las más conocidas Clocking Off, The Second Coming y Afterlife. También tuvo un papel protagonista junto a Bill Nighy y Stephen Moore en el aclamado drama de radio Kerton's Story. Entre 1982 y 1983 actuó en la producción de la Royal Shakespeare Company, Macbeth.
En 2008 tuvo un papel principal en la obra Harper Regan en la Royal National Theatre.

## Primeros años
Sharp nació en Mánchester, Inglaterra con el nombre de Karen Makinson. Fue adoptada por una pareja de Merseyside y creció en Formby.
Sharp ha indicado que empezó a actuar debido a que, de niña, se sintió "invisible" y no "encajaba bien." Dijo que su inspiración para actuar le llegó viendo a Dick Emery en televisión.
Estudió en la Escuela de música y arte dramático Guildhall en 1982.

## Carrera
Sharp debutó en pantalla en Rita, Sue and Bob Too  de Alan Clarke en 1986, interpretando a la esposa de Bob, Michelle. Apareció en otro proyecto dirigido por Clark interpretando a Valerie en la versión fílmica de la obra de teatro de Jim Cartwright,  Road en 1987. También apareció en películas como The Rachel Papers (1989) y Close My Eyes de Stephen Poliakoff, con Clive Owen y Alan Rickman. Sharp se estableció como una actriz con talento y papeles de realismo social en Naked (1993) de Mike Leigh y Priest (1994) de Jimmy McGovern. Apareció en Prime Suspect 4: The Lost Child (1995) y The Full Monty (1997). Se convirtió en una actriz reconocida en Gran Bretaña.
Aunque Sharp apareció en varias películas en su carrera, es más conocida por sus apariciones en televisión. A finales de la década de 1990, se le ofrecieron papeles protagonistas en numerosas series de televisión. A Common As Muck (1997) le siguió Playing the Field (1998–2002), un drama sobre un equipo de fútbol femenino que duró cinco temporadas. Sharp apareció en Great Expectations (1999), como Mrs Joe, y en Nature Boy (2000), como Martha Tyler, antes de aterrizar en el papel de Trudy Graham en Clocking Off (2000-03) del ganador del premio BAFTA, Paul Abbott, durante cuatro temporadas. Su interpretación en Bob & Rose le valió una nominación BAFTA. Tuvo más papeles en Desde el Infierno, protagonizada por  Johnny Depp, y Cheeky (1993), dirigida por David Thewlis. En The Second Coming (2003) ella era "la mujer que mató a Dios", interpretado por Christopher Eccleston.
Sharp trabajó con Mike Leigh en Vera Drake (2004) seguido de varios dramas televisivos como Planespotting, Born with Two Mothers y Our Hidden Lives, todos en 2005. El mismo año, interpretó el papel protagonista de una clarividente llamada Alison Mundy con Andrew Lincoln, el escéptico Robert Bridge en la serie de televisión Afterlife. Aunque la temática era algo controvertida, recibió críticas positivas y buenos niveles de audiencia. Sharp fue nominada para varios premios por su interpretación en esta serie. Ella comentó en una entrevista en el programa This Morning, que las estrellas invitadas – incluyendo a Natalia Tena, David Threlfall y Mark Benton — de la segunda temporada "fueron increíbles".
Tras diez años apartada del teatro, en octubre de 2005, Sharp volvió al teatro como Emma en The God of Hell de Sam Shepard en Donmar Warehouse. En lo que ella describió como "una comedia negra sobre el veneno en el corazón de América", ella estaba dirigida por su amiga Kathy Burke. Lesley Sharp se concentró en su trabajo teatral durante algunos años, hasta reaparecer en televisión en 2008 en el drama de tres partes The Children de Lucy Gannon. Después en 2008, trabajó por tercera vez con Russell T. Davies  cuando interpretó a Sky Silvestry en el episodio de Doctor Who, "Medianoche". Posteriormente, Davies recomendó a Sharp como la primera mujer en interpretar al Doctor.
A principios de 2009, Sharp interpretó a Petronella van Daan en la nueva versión de la BBC, Diario de Ana Frank. Interpretó a la esposa de Paddy Considine en la aclamada serie de Channel 4, Red Riding. Sharp protagonizó en 2009 el revival de The Rise and Fall of Little Voice en el Vaudeville Theatre con Marc Warren y Diana Vickers, desde octubre a enero del siguiente año. Entre 2011 y 2016, Sharp coprotagonizó como Janet Scott en la serie de crimen Scott & Bailey en  ITV1. Desde mayo de 2012, tiene un papel protagonista en la comedia de  Sky1, Starlings como Jan Starling.
En 2015, Sharp interpretó el papel de Mary, la hija de Petunia Howe, en la serie de tres partes de la BBC, Capital basado en la novela del mismo nombre de John Lanchester.

## Filmografía

### Televisión
| Año       | Título                        | Papel               | Emisora     | Notas                                      |
| --------- | ----------------------------- | ------------------- | ----------- | ------------------------------------------ |
| 1994      | Dandelion Dead                | Constance Martin    | ITV         | Miniserie                                  |
| 1995      | Prime Suspect                 | Anne Sutherland     | ITV         | Temporada 4, "The Lost Child"              |
| 1999–2001 | Playing the Field             | Theresa Mullen      | BBC One     | Temporadas 1–3                             |
| 1999      | Daylight Robbery              | Carol Murphy        | ITV         |                                            |
| 2000–2001 | Clocking Off                  | Trudy Graham        | BBC One     | Temporadas 1, 2                            |
| 2001      | Bob & Rose                    | Rose Cooper         | ITV         |                                            |
| 2003      | The Second Coming             | Judith Roach        | ITV         | Drama de dos partes                        |
| 2005–2006 | afterlife                     | Alison Mundy        | ITV         |                                            |
| 2008      | Doctor Who                    | Sky Silvestry       | BBC One     | Temporada 4, Episodio 10 Medianoche        |
| 2008      | The Children                  | Anne                | ITV         | mini-serie                                 |
| 2009      | The Diary of Anne Frank       | Petronella Van Daan | BBC One     |                                            |
| 2009      | Red Riding                    | Joan Hunter         | Channel 4   | Parte 2 "In the Year of Our Lord 1980"     |
| 2009      | Moving On                     | Sylvie              | BBC One     | Temporada 1, Episodio 5 "Butterfly Effect" |
| 2010      | Agatha Christie's Poirot      | Miss Martindale     | ITV         | Temporada 12, Episodio 4 "The Clocks"      |
| 2010      | Whistle and I'll Come to You  | Hetty la enfermera  | BBC Two     |                                            |
| 2011      | Leah's Story                  | Narradora           | ITV         |                                            |
| 2011–2016 | Scott & Bailey                | DC Janet Scott      | ITV         |                                            |
| 2011      | The Shadow Line               | Julie Bede          | BBC Two     |                                            |
| 2012      | Protecting Our Children       | Narrator            | BBC Two     |                                            |
| 2012      | Corfu — A Tale of Two Islands | Narrator            | ITV         |                                            |
| 2012-2013 | Starlings                     | Jan Starling        | Sky 1       |                                            |
| 2013      | Who Do You Think You Are?     | Self                | BBC One     | Temporada 10, Episodio 4                   |
| 2015      | Capital                       | Mary                | BBC One     |                                            |
| 2016      | Paranoid                      | Lucy Cannonbury     | ITV/Netflix |                                            |
| 2016      | Tom Daley: Diving for Gold    | Narrator            | ITV         | Documental                                 |
| 2017      | Three Girls                   | DC Margaret Oliver  | BBC One     | Drama basada en una historia real          |
| 2024      | Red Eye                       | Madeline Delaney    | ITV         | Miniserie                                  |

### Películas
| Año  | Título                | Papel             |
| ---- | --------------------- | ----------------- |
| 1986 | Rita, Sue and Bob Too | Michelle          |
| 1987 | Road                  | Valerie           |
| 1989 | Seducir a Raquel      | Jenny             |
| 1991 | Close My Eyes         | Jessica           |
| 1993 | Naked                 | Louise Clancy     |
| 1994 | Priest                | Mrs. Unsworth     |
| 1997 | The Full Monty        | Jean              |
| 2001 | Desde el infierno     | Catherine Eddowes |
| 2004 | Vera Drake            | Jessie Barnes     |
| 2008 | Corazón de tinta      | Mortola           |

## Premios y nominaciones
| Año  | Premio                     | Categoría                  | Obra                    | Resultado |
| ---- | -------------------------- | -------------------------- | ----------------------- | --------- |
| 1988 | Premio Laurence Olivier    | Mejor Actuación de         | A Family AffairNominada |           |
| 1992 | Premio Laurence Olivier    | Mejor Actriz Secundaria    | Uncle VanyaNominada     |           |
| 1998 | BAFTA Film Awards          | Mejor Actriz Secundaria    | The Full MontyNominada  |           |
| 1998 | Screen Actors Guild Awards | Outstanding Cast in a Film | The Full MontyGanadora  |           |
| 2002 | BAFTA TV Awards            | Mejor actriz               | Bob and RoseNominada    |           |
| 2002 | Royal Television Society   | Mejor actriz               | Bob and RoseNominada    |           |
| 2006 | Royal Television Society   | Mejor actriz               | AfterlifeGanadora       |           |